# 1842년 프랑스 총선
1842년 프랑스 총선은 1842년 프랑스에서 치러진 총선으로, 일정 이상의 납세자만 투표할 수 있는 제한선거였다.

## 선거 결과
| 정당   | 의석수 |
| ------ | ------ |
| 보수파 | 266석  |
| 공화파 | 193석  |